# Pola, Oriental Mindoro
Pola là một đô thị hạng 4 ở tỉnh Oriental Mindoro, Philippines. Theo điều tra dân số năm 2000, đô thị này có dân số 31.938 người trong 6.400 hộ.
Pola là nơi sinh của Noli de Castro và Ejay Falcon.

## Barangay
Pola được chia thành 23 barangay.
- Bacauan
- Bacungan
- Batuhan
- Bayanan
- Biga
- Buhay Na Tubig
- Calubasanhon
- Calima
- Casiligan
- Malibago
- Maluanluan
- Matulatula
- Pahilahan
- Panikihan
- Zone I (Pob.)
- Zone II (Pob.)
- Pula
- Puting Cacao
- Tagbakin
- Tagumpay
- Tiguihan
- Campamento
- Misong